# Anicét pápa
Szent Anicét vagy Aniketosz (latinul: Anicetus), (2. század – 167. április 17.) a tizenegyedik pápa, aki 154-től uralkodott. A hatalmas Római Birodalom egy keleti tartományában, Szíriában, pontosabban Emesza városában született.
Anicét pápa idejében kezdett körvonalazódni a keresztény hit elkövetkezendő évszázadainak történelme. Ezek később olyan fontosak lettek, hogy érdemes ezekkel külön foglalkozni.

## Szakítás lesz a vége?
Aniketosz pápaságának egyik legjelentősebb fordulata volt, hogy a birodalom keleti részéről származó püspök (mármint Róma püspöke) kezében hamar összekuszálódtak a szálak. Polükarposz Szmirna püspöke az ő pápasága alatt ment Rómába, hogy megvitassa a húsvét időpontjával kapcsolatban felmerült nézeteltéréseket.
Polükarposz szmirnai püspökségében ugyanis a keresztény ünnepet niszán (kb. április) hónap 14. napjára tűzték ki, amely egybe esett a zsidó Pészah ünneplésével. A birodalom keleti részében nem tulajdonítottak jelentőséget annak, hogy Krisztus feltámadásának ünnepét a hét melyik napján tartsák. Ezzel szemben Aniketosz a húsvét ünnepét a vasárnaphoz kötötte. A hosszas megbeszélések azonban nem vezettek közös megegyezésre. Polükarposz és Aniketosz megegyeztek abban, hogy békés úton elfogadják egymás időpontjait, és a keleti tartományok niszán hónap 14-én tarthatják a húsvétot, míg nyugaton Aniketosz diktált.
Sokan ezt a momentumot tekintik az egyházszakadás első jelének. Erre meg is van minden okuk, hiszen ez a különbség később sok ellentétet szült.

## Róma…
A keresztény vallás újdonsága már lecsengett a Római Birodalom határain belül, és egyre több követőre talált, egyre nagyobb területeket hódított meg. A birodalom központjának, Rómának a püspökei mindig fontos szerepet játszottak ennek a vallásnak az összefogásában, azonban Aniketosz pápasága idején kiemelt fontosságúvá vált. Ezt a fontosságot mutatja Polükarposz zarándoklata is, valamint az is, hogy egyre több történetíró szegődött a pápa mellé. Ez a központosuló tekintet is előrevetítette Róma későbbi vezető szerepét.

## Hívő vagy eretnek

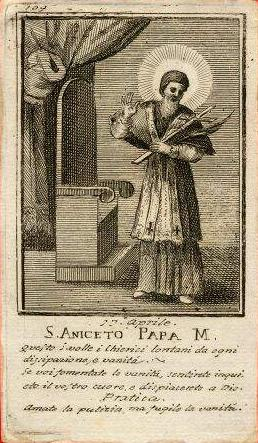
Szent Anicét pápa

Ugyan már I. Piusz pápa uralkodása alatt megjelent az eretnekség fogalma, mégis az első pápa, aki kimondta és használta ezt a szót Aniketosz volt. Az új vallást sokan sokféleképpen próbálták népszerűsíteni és értelmezni. A különböző fejtegetések néhány esetben már túl messzire mentek, és az egyház betiltotta őket.
Jusztinosz apologéta, Valentinosz és Markion ebben a korban léptek fel Rómában. A pápa elutasította tanaikat és eretneknek nevezve azokat, kiközösítette az egyházból őket. Így aztán neki is meggyűlt a baja a gnosztikusokkal és a markionitákkal.

## Vértanúsága
Anicét mozgalmas uralkodást tudhatott maga mögött, amikor 167. április 17-én Róma egyik katakombájában vértanúként halt meg. Erre ugyan nincsenek kellő bizonyítékok, de holttestét 1604-ben találták meg a római Callixtus-katakombában. Ünnepét április 17-én tartják.

## Művei
- Documenta Catholica Omnia (latin nyelven). [2016. március 4-i dátummal az eredetiből archiválva]. (Hozzáférés: 2011. december 6.)